# Atentatul de pe Via Rasella
Atentatul de pe Via Rasella (sau Atacul de pe Via Rasella, în italiană Attentato di via Rasella / Attacco di via Rasella) a fost o acțiune a mișcării de rezistență italiene împotriva forțelor de ocupație germane naziste la Roma, Italia, la 23 martie 1944.

## Loc

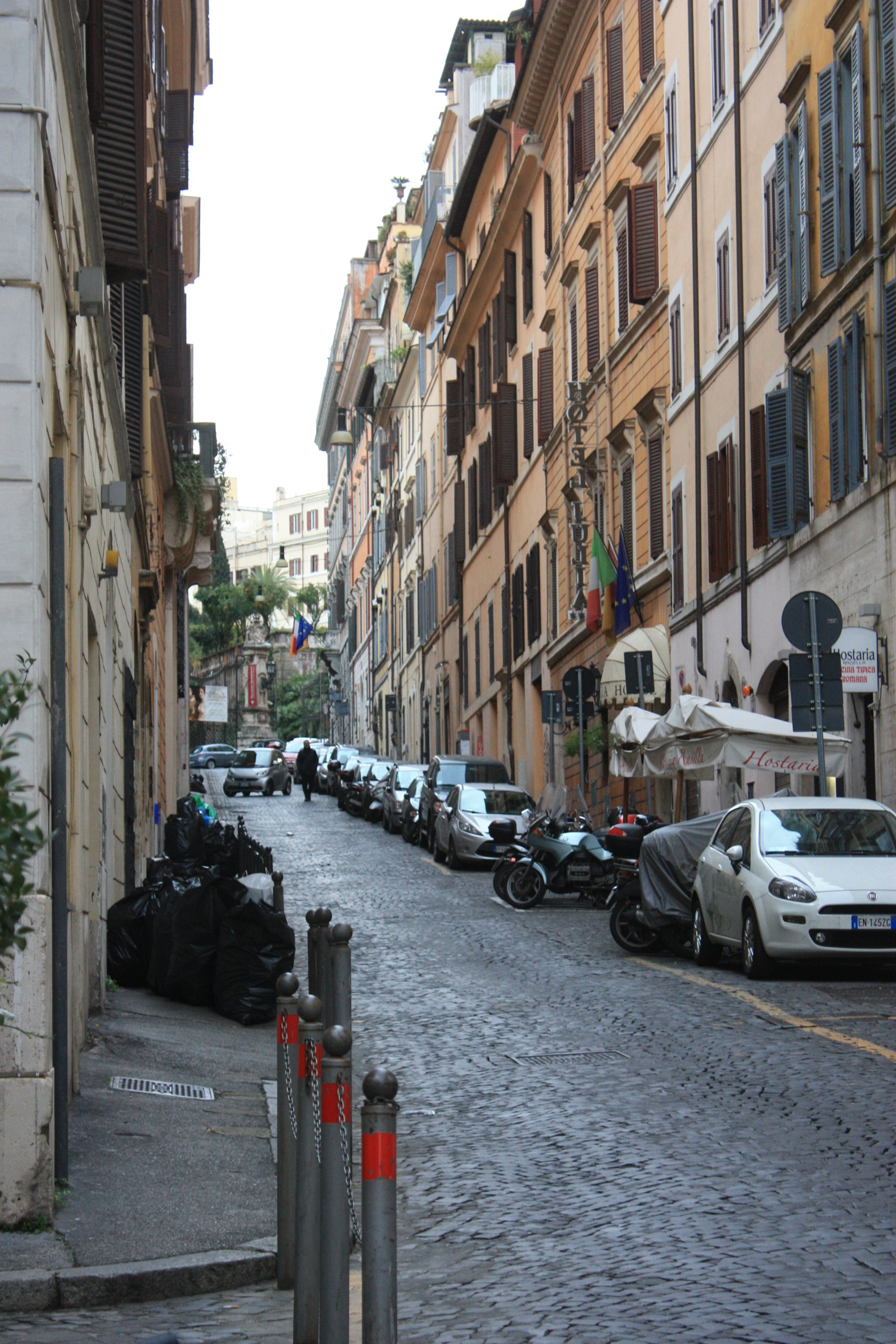
Via Rasella în 2015

Via Rasella este situată în centrul orașului Roma, în rione Trevi; acesta leagă Via delle Quattro Fontane (lângă Palazzo Barberini) cu Via del Traforo și a primit numele de la proprietatea familiei Raselli care se afla acolo.

## Istorie

Harta atacului

Atacul a fost condus de Gruppi di Azione Patriottica (GAP) împotriva companiei a 11-a a batalionului 3 al Polizeiregimentului SS „Bozen” (Regimentul de Poliție „Bozen” din Bolzano), o unitate militară a Ordnungspolizei recrutată în regiunea Alto Adige, în mare parte etnic-germană, din nord-estul Italiei, în timpul anexării de facto germane a regiunii (OZAV). În momentul atacului, regimentul era la dispoziția comandamentului militar german al orașului Roma, condus de generalul Luftwaffe Kurt Mälzer⁠(d). 
Atacul a avut loc în timp ce Aliații duceau cea de-a treia bătălie de la Monte Cassino, la 118 kilometri distanță de via Rasella, pentru a străpunge defensiva germană în vederea avansului către Roma.
În ceea ce privește atacul de pe Via Rasella, Kesselring a declarat:
„Roma a devenit pentru noi un oraș exploziv. ... Pentru noi, securitatea ariergardei din prima linie a fost o problemă gravă. Moralul trupelor noastre a fost direct afectat, deoarece acestea nu mai puteau fi trimise în siguranță la Roma pentru perioade scurte de odihnă.”—Albert Kesselring, Acte din procesul lui Kesselring 1946-47
Roma a fost în cele din urmă eliberată la 5 iunie 1944.

## Atacul

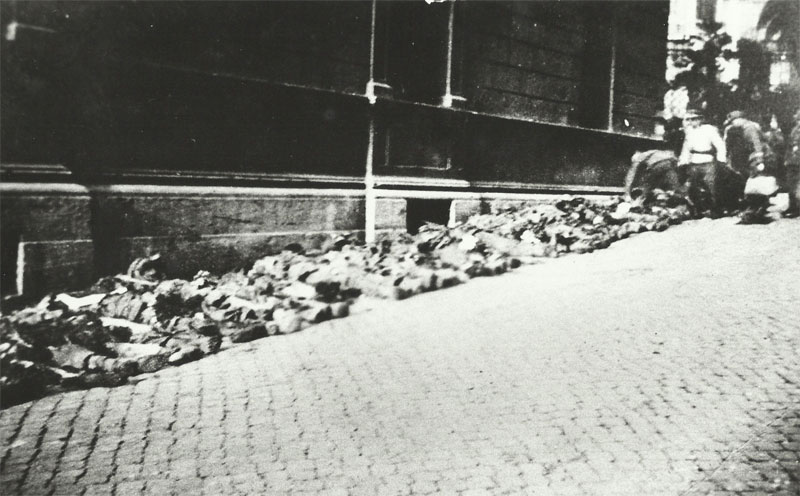
Germani morți în urma atacului.

Atacul din 23 martie 1944 a fost cel mai mare atac al partizanilor italieni împotriva trupelor germane. Membrii GAP, sub ordinele lui Carlo Salinari⁠(d) (Spartacus) și Franco Calamandrei (Cola), se aflau pe Via Rasella în timpul trecerii unei companii a Regimentului de Poliție „Bozen”, formată din 156 de bărbați.
Acțiunea a început cu explozia unei bombe plasată de Rosario Bentivegna. Au participat alți unsprezece partizani:
- Via del Boccaccio: Franco Calamandrei, aflat la colțul străzii, Carlo Salira lângă tunel și Silvio Serra;
- Via Rasella: Carla Capponi⁠(d), Raul Falcioni, Fernando Vitagliano, Pasquale Balsamo, Francesco Curreli, Guglielmo Blasi, Mario Fiorentini⁠(d) și Marisa Musu, care au oferit foc de acoperire folosind un mortier. [12]

Ceilalți membri ai grupului au lipsit din diverse motive: Lucia Ottobrini era bolnavă, iar Maria Teresa Regard s-a opus alegerii locului atacului.
Atacul a dus la anihilarea companiei a 11-a și a provocat moartea a 32 de bărbați și a aproximativ 110 răniți, precum și a doi civili, în timp ce partizanii nu au avut nicio pierdere.

## Represalii germane

### Peșterile Ardeatine
Ca răzbunare, trupele germane au ucis 335 de persoane, prizonieri și oameni adunați, aproape toți civili, în masacrul de la peșterile Ardeatine, organizat și condus de SS Obersturmbannführer (locotenent colonel) Herbert Kappler⁠(d), șeful Sicherheitspolizei⁠(d) și Sicherheitsdienst din Roma.

## În cultura populară
- Represalii la Roma (1973, regia George Pan Cosmatos)